# Distrito electoral de Meadow Grove-Jefferson
Meadow Grove-Jefferson (en inglés: Meadow Grove-Jefferson Precinct) es un distrito electoral ubicado en el condado de Madison en el estado estadounidense de Nebraska. En el Censo de 2010 tenía una población de 673 habitantes y una densidad poblacional de 3,65 personas por km².

## Geografía
Meadow Grove-Jefferson se encuentra ubicado en las coordenadas 42°3′12″N 97°43′16″O / 42.05333, -97.72111. Según la Oficina del Censo de los Estados Unidos, Meadow Grove-Jefferson tiene una superficie total de 184.54 km², de la cual 182.19 km² corresponden a tierra firme y (1.28%) 2.36 km² es agua.

## Demografía
Según el censo de 2010, había 673 personas residiendo en Meadow Grove-Jefferson. La densidad de población era de 3,65 hab./km². De los 673 habitantes, Meadow Grove-Jefferson estaba compuesto por el 95.84% blancos, el 0.15% eran afroamericanos, el 1.04% eran amerindios, el 0% eran asiáticos, el 0% eran isleños del Pacífico, el 2.38% eran de otras razas y el 0.59% pertenecían a dos o más razas. Del total de la población el 3.27% eran hispanos o latinos de cualquier raza.